# Iwan Nikolajewitsch Goroschankin

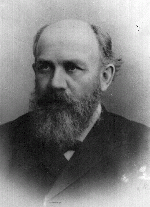
Iwan Nikolajewitsch Goroschankin

Iwan Nikolajewitsch Goroschankin (russisch Иван Николаевич Горожанкин, wiss. Transliteration Ivan Nikolaevič Gorožankin; * 16. Augustjul. / 28. August 1848greg. in Woronesch; † 7. Novemberjul. / 20. November 1904greg. in Moskau) war ein russischer Botaniker, der sich vor allem mit Grünalgen und Gymnospermen beschäftigte. Sein offizielles botanisches Autorenkürzel lautet „Gorozh.“

## Leben
Iwan Goroschankin studierte an der naturwissenschaftlichen Abteilung der physikalisch-mathematischen Fakultät an der Staatlichen Universität Moskau. Nach seinem Abschluss im Jahr 1871 arbeitete er an der Moskauer Universität, an der er ab dem Jahr 1874 in der Abteilung für Botanik einen Lehrstuhl innehatte. Im Jahr 1875 wurde er Dozent und habilitierte sechs Jahre später. Goroschankin ist Gründer der Moskauer morphologisch botanischen Schule (Московская морфолого-ботаническая школа), aus der zahlreiche spätere Universitätsprofessoren hervorgingen. Zudem war er Vizepräsident der Moskauer Gesellschaft für Naturwissenschaftler (Московское общество испытателей природы).
Nach seinem Tod wurde Goroschankin auf dem Pjatnizkoje-Friedhof in Moskau beigesetzt.

## Forschung
Goroschankin gilt, innerhalb der russischen Botanik, als Begründer der vergleichenden Pflanzen-Embryologie. In seinen Studien erforschte er vor allem die Grünalgen und Gymnospermen (Nacktsamige Pflanzen). Dabei beschäftigten sich seine Studien vor allem mit der vergleichenden Morphologie. Goroschakin stellte Gemeinsamkeiten zwischen den Zoosporen der 8- bis 16-zelligen kugelförmigen Grünalge Pandorina mit den männlichen Gameten der 16- bis 32-zelligen Grünalge Eudorina elegans fest. Zudem beschrieb er als erstes die sexuelle Vermehrung der einzelligen Grünalge Chlamydomonas braunii. In einer seiner letzten Arbeiten „Zur Forschung der Morphologie und der Systematik von Chlamydomons“ (1891) ("К исследованию морфологии и систематики хламидомонад"), deren letzte Kapitel erst posthum, nach seinem Tod im Jahr 1905, erschienen, befasste er sich mit der sexuellen Evolution der Vermehrung. Hierbei beschrieb er den schrittweisen Verlauf der Evolution von Isogamie zu Anisogamie und Oogamie und zeigte, dass diese drei Gametentypen auch innerhalb einer Gattung vorkommen können.
Bereits in seiner Dissertation 1880 „Über die Korpuskel und den sexuellen Prozess in gymnospermen Pflanzen“ (О корпускулах и половом процессе у голосеменных растений) beschäftigte sich Goroschankin mit der Vermehrung der Gymnospermen. Er untersuchte unter anderem den Aufbau des Archegoniums und beschrieb im Jahr 1883, an der Zwerg-Kiefer (Pinus pumila), als erstes den Prozess der Befruchtung bei Gymnospermen. Zudem beschrieb er die Gemeinsamkeiten der Befruchtung des Archegoniums bei niederen und höheren Pflanzen.